# Rocky Mountain Trench
Rocky Mountain Trench, také Trench Valley (česky Údolí Skalnatých hor, přesněji Tektonický příkop Skalnatých hor), je tektonické údolí, respektive tektonický příkop, které se rozkládá podél západní části Skalnatých hor v Kanadě. Má délku 1 500 km a prochází přes celou Britskou Kolumbii až na severozápad Montany.

## Geografie
Rozkládá se od řeky Liard, v blízkosti hranice teritoria Yukon a Britské Kolumbie na severu, až do Montany ve Spojených státech amerických, k jezeru Flathead Lake. Šířka tektonického údolí je 3 až 16 km, nadmořská výška se pohybuje od 600 do 900 m. Údolí odděluje Skalnaté hory ležící východně od Kolumbijských hor a pohoří Cassiar Mountains ležících na západě. Údolí vzniklo na základě tektonické činnosti, v pleistocénu pak bylo přemodelováno ledovci. Příkopem protékají čtyři velké řeky - Liard, Peace, Fraser a Columbia. Rozlišuje se severní část příkopu Northern Rocky Mountain Trench a jižní část Southern Rocky Mountain Trench.